# Звёздная (железнодорожная станция)
Звёздная — станция Северобайкальского региона Восточно-Сибирской железной дороги на Байкало-Амурской магистрали (784 километр).
Находится в Усть-Кутском районе Иркутской области, в посёлке городского типа Звёздном.

## История
Проектное название: Таюра. Строительство станции и посёлка выполняло ССМП «АрмстройБАМ» («АрменияБАМстрой»). 
В декабре 1975 года на станцию Таюра прибыл первый поезд. В целом железнодорожная станция и постоянный посёлок железнодорожников были построены и сданы в эксплуатацию в объемах пускового комплекса в конце 1982 года.
Здание пассажирского вокзала сочетает принципы модернизма и приёмы национальной архитектуры Армении. Фасады двухэтажного здания оформлены в виде протяженной аркады, использованы полуциркульные наличники, само здание облицовано традиционным для Армении материалом — светлым вулканическим туфом.